# Giuseppe Pipin Ferrari
Giuseppe Ferrari, detto Pipin (Sanremo, 19 luglio 1904 – Sanremo, 15 agosto 1972), è stato un pittore, scrittore e giornalista italiano. Nel monumento a lui dedicato, posto nei Giardini a lui intitolati dal Comune di Sanremo, è definito "ultimo cantore della Sanremo della Belle Époque", per la sua attività di cronista e di storico.

## Biografia
Ferrari nacque a Sanremo da Giovanni Battista "Bacicin" Ferrari, allora capo dell'ufficio telegrafico, e Bianca Sappia. La sua famiglia -  i De' Ferrari-Palmari - era una delle più antiche e nobili della Liguria, unica nella Riviera di ponente ad essere inclusa nell'albo d'oro della Repubblica di Genova. Dopo la maturità classica proseguì gli studi prima a Torino, all'Accademia Albertina di Belle Arti, poi a Genova, all'Accademia Ligustica di Belle Arti, dove si diplomò in disegno e architettura. Si perfezionò a Milano presso l'Accademia di Belle Arti di Brera, allievo di Antonio Ambrogio Alciati, dove frequentò anche un corso di scultura, durante il quale strinse amicizia con Giacomo Manzù.
Terminati gli studi iniziò la sua carriera di pittore e giornalista, collaborando a Il Secolo XIX, Il Resto del Carlino e L'Eco della Riviera e come capo ufficio stampa del Casinò di Sanremo dagli anni Venti agli anni Cinquanta del Novecento.
Allo scoppio della Seconda Guerra Mondiale si arruola volontario nella Regia Aeronautica, ma viene presto gravemente ferito, trascorrendo così sei mesi presso l'Ospedale Militare di Acqui Terme. Proprio durante il conflitto, la casa dove abitava con la famiglia in via Marsaglia, a Sanremo, viene distrutta in un bombardamento e si perdono così innumerevoli opere, documenti e oggetti personali dell'artista.
Nel 1948, insieme ad Antonio Rubino, fondò il giornale Il Gazzettone e poi il Gazzettino della Riviera dei Fiori.
Nel 1957 fondò, insieme ad altri intellettuali, la Famija Sanremasca, organismo associativo a scopo culturale del quale diventa primo presidente. Nel 1959 divenne insegnante e vice preside presso il Collegio San Giorgio di Villa Magnolie a Sanremo e sposò in seconde nozze Antonia Bray.
Morì nel 1972, lasciando il proprio archivio conservato nella sua casa in corso Augusto Mombello, a Sanremo, dove è visibile lo studio nel quale ha svolto il lavoro di pittore, giornalista e scrittore. Nel 2016 il Comune di Sanremo ha dedicato i giardini di corso Augusto Mombello a Giuseppe "Pipin" Ferrari con una targa scultorea di Elio Markese.

## L'opera pittorica
La sua pittura è fortemente influenzata da uno dei maestri che più di altri ha voluto seguire, Ambrogio Antonio Alciati. "Il suo istinto, denso di qualità di pittore nato, è dimostrato nel ritratto di "Vecchio", del 1925, ove la robusta tecnica rispecchia la scuola ricevuta". Numerose sono le opere a olio, gli acquarelli, i disegni e alcune sculture che trovano posto in musei o che sono custodite presso la casa di famiglia.
I soggetti che l'artista predilige sono gli scorci della Sanremo vecchia, i caruggi, i ponti ormai scomparsi, angoli sconosciuti o molto noti rappresentati in grandi e piccoli oli o ad acquarello. I colori vanno da tonalità più scure e ombrose - quasi a raffigurare gli angoli della "Pigna" (il centro storico e antico di Sanremo) dove il sole sembra volersi nascondere - a tonalità luminose, vive, anche se tenui e molto pastello. Talvolta i colori, soprattutto nei cieli, diventano irreali ed è la luce che modella l’insieme per renderlo un paesaggio quasi fantastico.

## Esposizioni
Fonte
- 1921 Roma, Prima Biennale Romana
- 1922 Sanremo, l Internazionale d’Arte
- 1923 Torino, Quadriennale d’Arte
- 1924 Torino, Esposizione degli studenti dell’Accademia Albertina
- 1931 Sanremo, l° Mostra d’Arte degli Artisti Sanremesi – Villa Ormond
- 1933 Sanremo, 4ª Esposizione d’Arte e l’° Provinciale – Villa Ormond
- 1942 Sanremo, Mostra Internazionale EX LIBRIS
- 1943 Sanremo, Mostra del Paesaggio e del Fiore – Galleria Parodi
- 1951 Sanremo, Pittori in vetrina
- 1952 Sanremo, Pittori della Provincia – Casino Municipale
- 1955 Sanremo, Pittori della Riviera dei Fiori – Casino Municipale
- 1957 Sanremo, l° Rassegna d’Arte Matuziana – Piazza Bresca – Premio “Nassa d’Oro”
- 1958 Sanremo, 2° Rassegna d’Arte Matuziana – Piazza Colombo – Premio “Nassa d’Oro”
- 1958 Sanremo, Mostra Internazionale d’Arte “Sanremo – Vetta” – Premio “Funivia d’Oro” – Villa Ormond
- 1959 Sanremo, 3° Rassegna d’Arte Matuziana – Piazza Bresca – Premio “Nassa d’Oro”
- 1968 Sanremo, Meeting Internazionale d’Arte
- 1970 Sanremo, 5ª Mostra Internazionale d’Arte – Villa Ormond
- 1974 Sanremo, La pittura a Sanremo degli anni ’30 – Associazione Artistica Sanremese
- 2004 Sanremo,  Il gioioso cromatismo di Giuseppe “Pipin” Ferrari” – Esposizione personale – Museo Civico
- 2008 Genova, Sguardi di fine secolo e orizzonti contemporanei – Immagine Colore Gallery
- 2009 Comago, Il colore pensato, sognato, immaginato Retrospettiva sull’opera di Giuseppe “Pipin” Ferrari  – Esposizione personale – Villa Serra Comago (GE)
- 2013 Genova, Triennale Artistica della Solidarietà – Teatro Carlo Felice
- 2013 Genova, Cromia e Dinamismi del Novecento – Esposizione personale – Immagine Colore Gallery
- 2016 Sanremo, Omaggio a Giuseppe “Pipin” Ferrari – Casinò Municipale
- 2017 Sanremo, Giuseppe Ferrari – Pittore del Novecento, sguardo contemporaneo – Esposizione personale – Casinò Municipale
- 2017 Genova, Gifts of arts – Divulgarti eventi al Ducale – Palazzo Ducale
- 2017 Genova, Gifts of arts 2 Edizione – Divulgarti eventi al Ducale – Palazzo Ducale

## Opere
- Giuseppe Ferrari, Sanremo Cinquecento Secoli, 1ª ed., Camillo Tacconis Editore, 1963.
- GIuseppe Ferrari, Chiese antiche di Sanremo, collana Studi storici matuziani, Camillo Tacconis Editore, 1965.
- Giuseppe Ferrari, Veja Sanremo, Illustrazioni di Jean Buttin, Sabatelli Editore.
- Giuseppe Ferrari, Figure, Ombre. Ricordi, collana Collana autori sanremaschi, a cura di Famija Sanremasca, Illustrazioni di Giuseppe Ferrari, Edizioni Casabianca, 1977.